# 玉松真幸

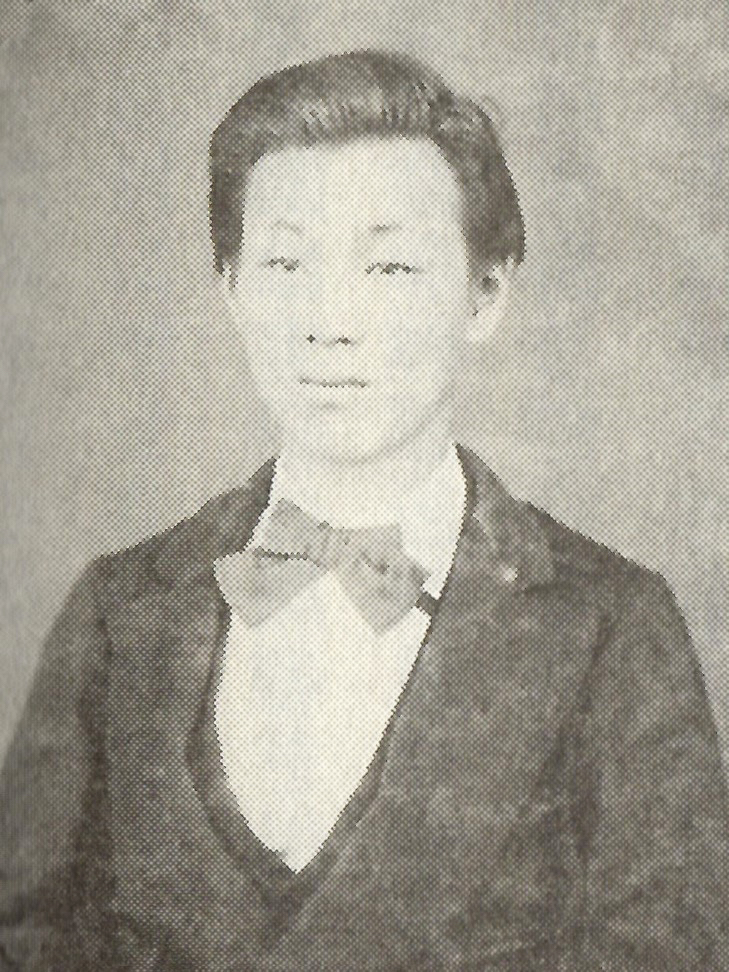
玉松真幸

玉松 真幸（眞幸、たままつ まさき、1859年4月13日（安政6年3月11日）- 1907年（明治40年）5月26日）は、明治期の国学者、本草家、政治家、華族。貴族院男爵議員。旧姓・山本、旧名・永丸。

## 経歴
山城国京都で右近衛権中将・山本実政の二男として生まれる。1872年3月20日（明治5年2月12日）、従伯父・玉松真弘（操）の隠居に伴い養子となり家督を相続。1884年（明治17年）7月8日、男爵を叙爵した。
1882年（明治15年）京都宮殿勤番となり、1883年（明治16年）に殿掌に就任した。1890年（明治23年）7月、貴族院男爵議員に選出されたが辞退した。1895年（明治28年）5月20日、貴族院男爵議員補欠選挙で当選し、死去するまで3期在任した。

## 親族
- 父・山本実政 ‐ 山本家当主。右近衛権中将
- 養父・玉松真弘 ‐ 山本家傍流
- 弟・山本実庸 ‐ 山本家当主、子爵。
- 先妻 玉松鏐子（りょうこ） ‐ 松平頼顕（高松藩8代藩主松平頼儀の子）の三女[1]
- 後妻 玉松紀子（おさこ) ‐ 子爵高丘紀季長女[1]。甥の子爵高丘和季の子に高丘季昭。
- 四男・玉松公秋（男爵、殿掌）[1][10]
- 娘・渥美幸子 ‐ 本覚寺 (小松市)住職・渥美契芳の妻
- 孫・玉松公敏 ‐ 公秋の庶子、男爵[11]
- 孫・有田妙子 ‐ 公秋の娘。有田八郎の四男・有田浩吉（医師）の妻